# Xscape (canção)
"Xscape" é uma canção do cantor estadunidense Michael Jackson, presente no seu segundo álbum póstumo Xscape. A canção foi gravada originalmente em 1999, porém  não foi utilizada no álbum Invincible, sendo então arquivada.

## Performance comercial
Mesmo sem ser um single a canção alcançou as paradas musicais na França e na Holanda.

## Faixas e formatos
| Versão remasterizada |          |                                                            |                    |         |  |
| N.º                  | Título   | Compositor(es)                                             | Produtor(es)       | Duração |  |
| 1.                   | "Xscape" | Jackson, Rodney Jerkins, Fred Jerkins III, LaShawn Daniels | Darkchild, Jackson | 4:04    |  |

| Versão original |                            |                                        |                    |         |  |
| N.º             | Título                     | Compositor(es)                         | Produtor(es)       | Duração |  |
| 1.              | "Xscape" (versão original) | Jackson, Jerkins, Jerkins III, Daniels | Jackson, Darkchild | 5:44    |  |

## Desempenho nas paradas
| Paradas (2014)                 | Melhor posição |
| ------------------------------ | -------------- |
| França (SNEP)                  | 91             |
| Países Baixos (Single Top 100) | 63             |